# La campana canora
Il dottor Urth, investigatore o La campana canora (The Singing Bell) è un racconto giallo di fantascienza di Isaac Asimov pubblicato per la prima volta nel 1955 sul numero di gennaio della rivista Magazine of Fantasy and Science Fiction. Successivamente è stato incluso nell'antologia Misteri. I racconti gialli di Isaac Asimov (Asimov's Mysteries) del 1968.
È stato pubblicato in italiano per la prima volta nel 1966 col titolo Il dott. Urth, investigatore.
La campana canora è la prima storia di Asimov con il personaggio dello scienziato-investigatore Wendell Urth.

## Trama
Il noto criminale Louis Peyton passa ogni agosto in completo isolamento nel suo ranch in Colorado, al riparo dietro un potente campo di forza. Durante uno di questi periodi, Albert Cornwall lo porta sulla Luna per recuperare un mucchio di campane canore; si tratta di rocce lunari di estremo valore che sono in grado di produrre un suono incredibilmente bello. Cornwall ne è entrato in possesso uccidendo la persona che le aveva scoperte ma Louis Peyton uccide Cornwall a sua volta e si impadronisce delle campane, nascondendole.
La polizia contatta Wendell Urth per trovare le prove che Peyton sia effettivamente stato sulla Luna, in modo da poterlo sottoporre a una sonda psichica e incarcerarlo. Il problema sono le restrizioni cui le sonde psichiche sono sottoposte (si può sottoporre una persona a sonda psichica solo una volta nella vita), e quindi la polizia vuole assicurarsi che Peyton sia davvero colpevole prima di procedere.
Urth dà da esaminare a Peyton la sua campana canora, difettosa ma comunque di valore, e spinge Peyton a rilanciargliela indietro. Userà poi questo stratagemma per dimostrare che Peyton è davvero stato sulla Luna. Quando l'assassino viene portato via per essere sondato psichicamente, Urth chiede come ricompensa una nuova campana canora.